# Miguel Ángel Navarro Portera
Miguel Ángel Navarro Portera (Zaragoza, 4 de julio de 1949) es un antiguo diplomático español, nombrado embajador de España en Singapur el 24 de octubre de 2014, en sustitución de Federico Palomera.
Licenciado en Derecho, ingresó en 1979 en la carrera diplomática. Estuvo destinado en las representaciones diplomáticas españolas en Japón, Corea del Sur, Australia y ante las Comunidades Europeas. Ha sido vocal asesor en el Gabinete de la Presidencia de Gobierno, y director general de Coordinación Técnica Comunitaria y de Coordinación Jurídica e Institucional. En 1996 fue nombrado representante permanente adjunto de la Representación Permanente de España ante la Unión Europea y, posteriormente, embajador de España en Polonia. De junio de 2004 a noviembre de 2010 fue secretario general para la Unión Europea.
Recibió el Gran Cordón de la Orden del Sol Naciente de Japón el 18 de noviembre de 2014.